# Admesturius schajovskoyi
Admesturius schajovskoyi là một loài nhện trong họ Salticidae.
Loài này thuộc chi Admesturius. Admesturius schajovskoyi được María Elena Galiano miêu tả năm 1988.